# 腓尼基 (阿爾巴尼亞)
腓尼基，是阿爾巴尼亞南部夫羅勒州的一个市镇。下分为5个行政分区。市镇面積为444.28平方公里，2011年人口数量为7,284人。距離愛奧尼亞海8公里，在希腊边境北边20公里处。该市镇的居民主要为希腊族，与德羅普利一道是阿尔巴尼亚两个希腊族占多数的市镇。